# Metopidiothrix mada
Metopidiothrix mada är en mångfotingart som beskrevs av Shear 2002. Metopidiothrix mada ingår i släktet Metopidiothrix och familjen Metopidiotrichidae. Inga underarter finns listade i Catalogue of Life.